# Golgotavirág-zebralepke
A golgotavirág-zebralepke (Heliconius charithonia) a rovarok (Insecta) osztályának lepkék (Lepidoptera) rendjébe, ezen belül a tarkalepkefélék (Nymphalidae) családjába és a helikonlepkék (Heliconiinae) alcsaládjába tartozó faj.

## Előfordulása
A golgotavirág-zebralepke előfordulási területe Dél- és Közép-Amerika, valamint a Karib-térség. Ecuadortól Texasig és Floridáig sokfelé megtalálható. A forró nyári hónapokban Új-Mexikóba, Dél-Karolinába és akár Nebraskába is elkóborol. 1996-ban Florida címer lepkéjévé választották.

## Alfajai
- Heliconius charithonia antiquus Lamas, 1988 - St. Kitts, Antigua
- Heliconius charithonia bassleri W.P. Comstock & F.M. Brown, 1950 - Kolumbia
- Heliconius charithonia charithonia (Linnaeus, 1767) - Ecuador
- Heliconius charithonia churchi W.P. Comstock & F.M. Brown, 1950 - Haiti
- Heliconius charithonia ramsdeni W.P. Comstock & F.M. Brown, 1950 - Kuba
- Heliconius charithonia simulator Röber, 1921 - Jamaica
- Heliconius charithonia tuckeri W.P. Comstock & F.M. Brown, 1950 - Florida
- Heliconius charithonia vazquezae W.P. Comstock & F.M. Brown, 1950 - Mexikó

## Megjelenése
Szárnyfesztávolsága 72–100 milliméter. A hernyó fehér, számos fekete ponttal és szőrtüskével. A golgotavirág-zebralepke imágójának szárnya felül fekete, fehér és sárga csíkozású; alul ugyanilyen, de a színek halványabbak és vörös pontok is láthatók.

## Életmódja
A nedves erdőket és sövényeket kedveli. Az imágó 6 hónapig is élhet; virágporral és nektárral táplálkozik.

## Képek

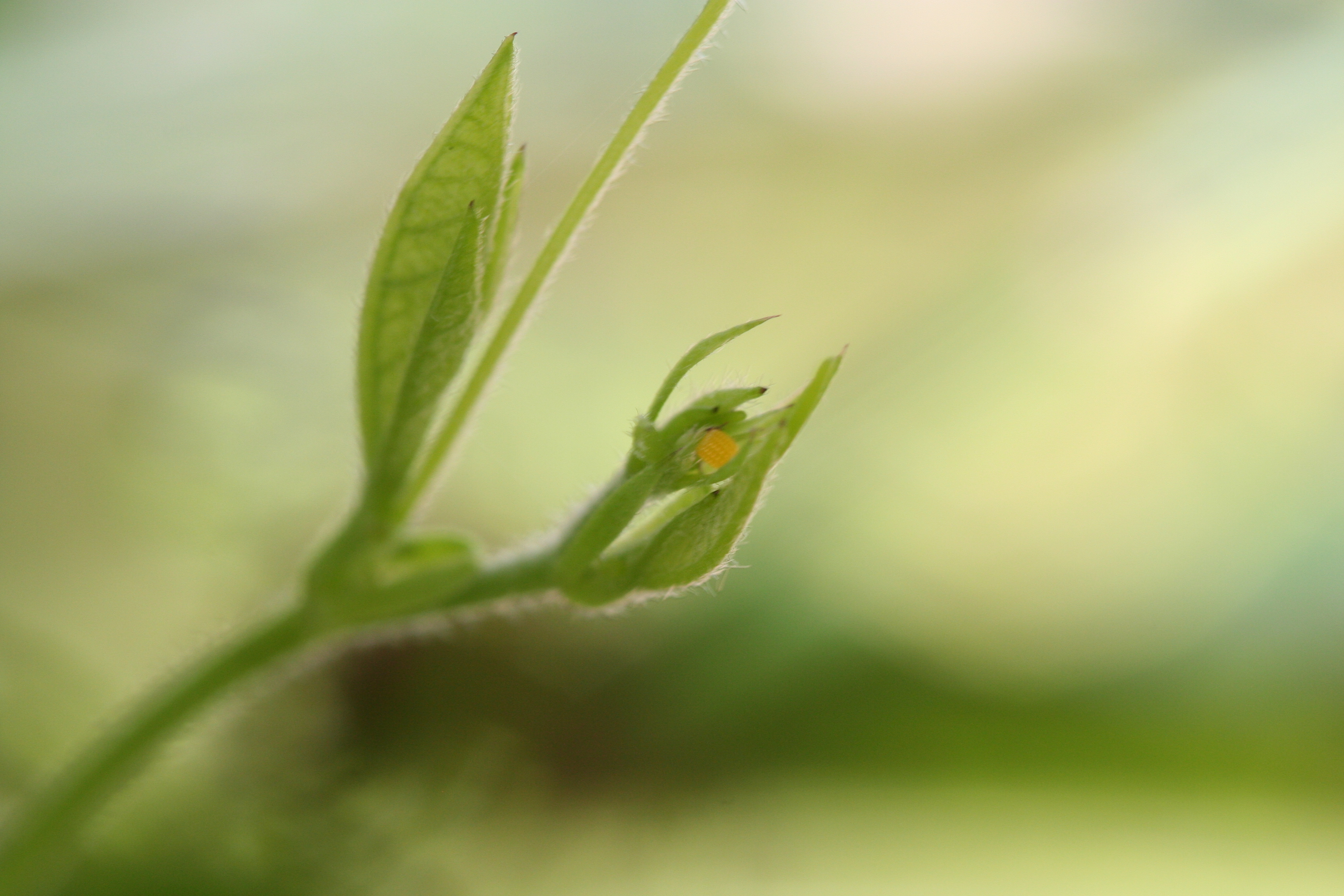
Petéje,
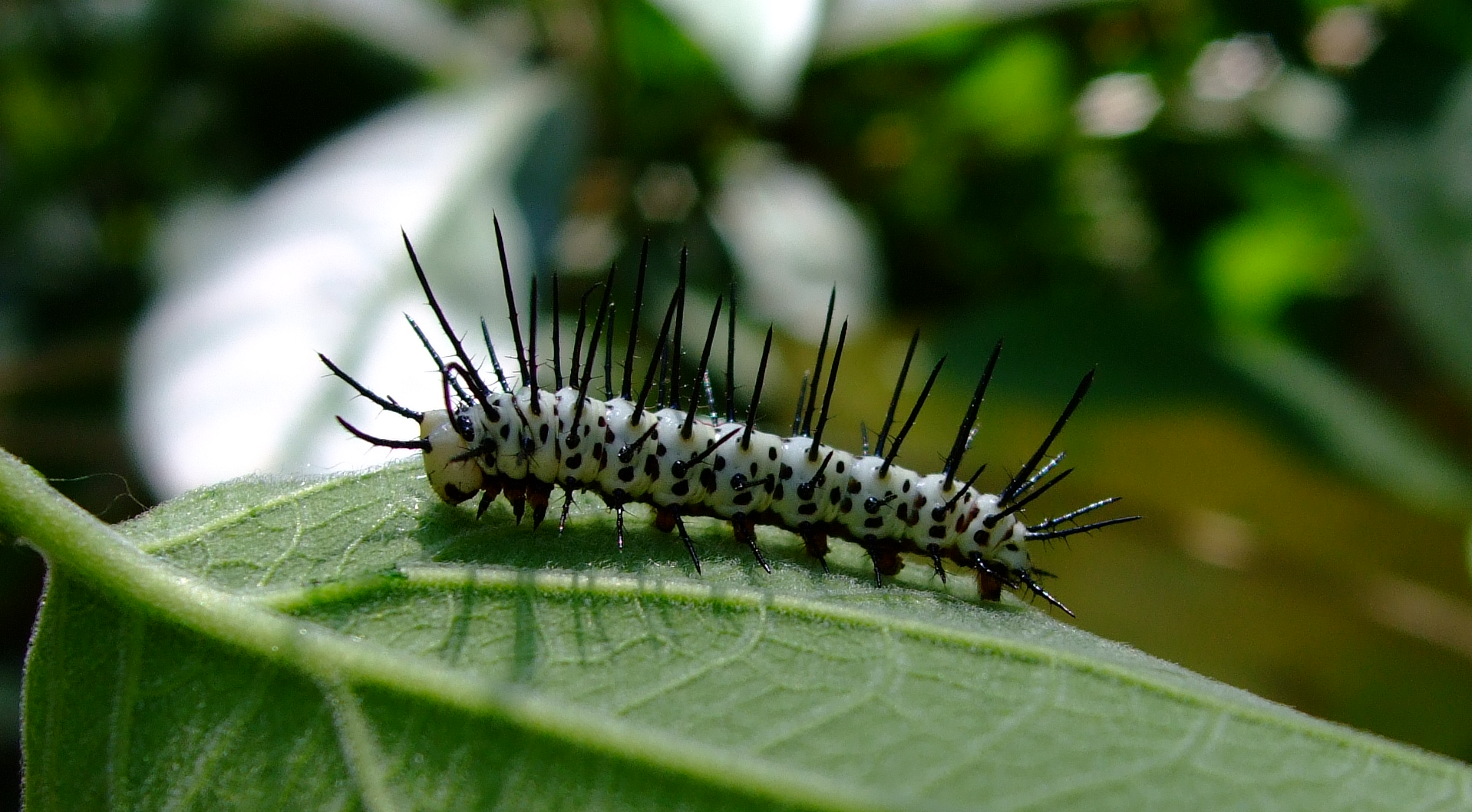
hernyója
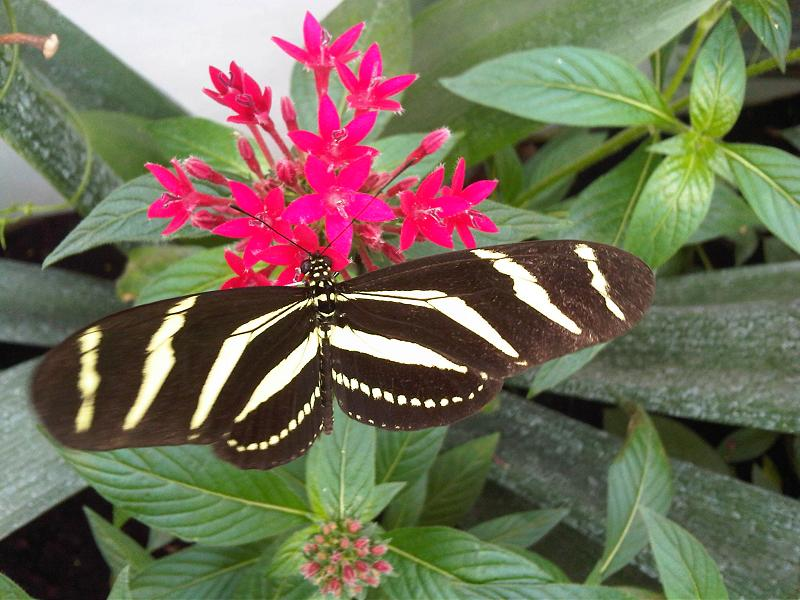
és imágója
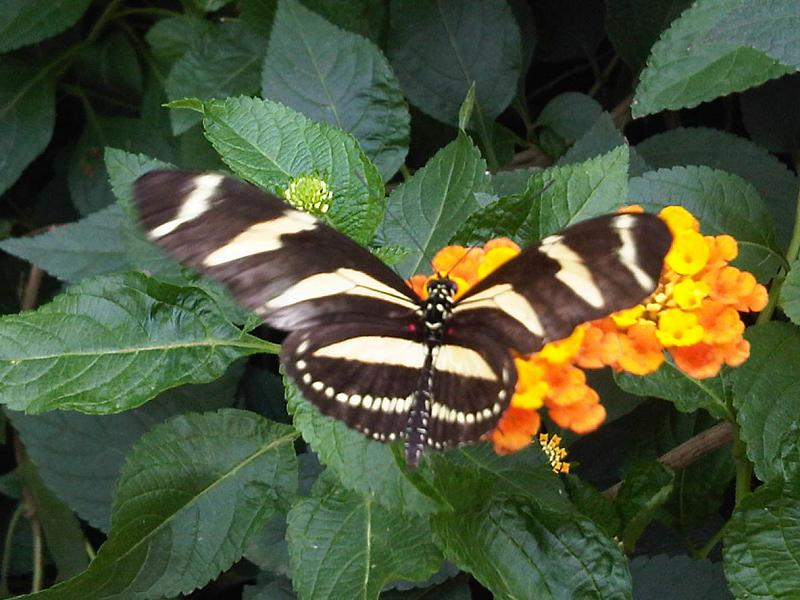

## Fordítás
- Ez a szócikk részben vagy egészben  a   Heliconius charithonia című angol Wikipédia-szócikk ezen változatának fordításán alapul.  Az eredeti cikk szerkesztőit annak laptörténete sorolja fel. Ez a jelzés csupán a megfogalmazás eredetét és a szerzői jogokat jelzi, nem szolgál a cikkben szereplő információk forrásmegjelöléseként.